# Herman José

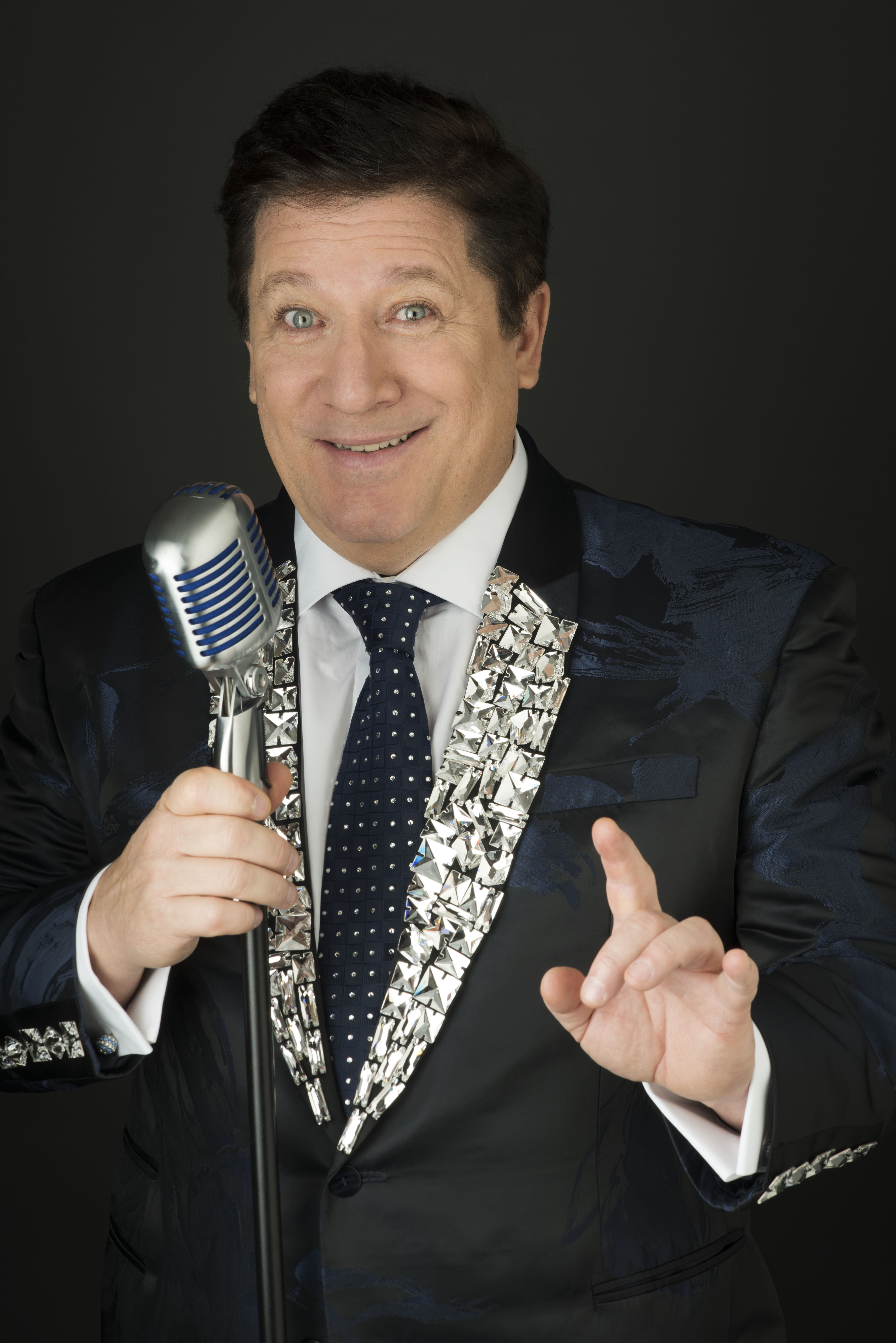
Herman José, 2016

Herman José Krippahl (* 19. März 1954 in Lissabon) ist ein deutsch-portugiesischer Showstar und Komiker.

## Biografie
Der Sohn eines deutschen Vaters und einer portugiesischen Mutter besuchte die Deutsche Schule in Lissabon. In den 1970er Jahren versuchte er sich als Sänger, sein erster großer Erfolg als Schauspieler war 1983 in der Fernsehserie O Tal Canal. Ein Jahr später folgte die Produktion Hermanias, welche in Portugal ebenfalls sehr erfolgreich wurde. Aufgrund mancher kritischer Beiträge und einer Änderung seines Stils mit sexuellen Anspielungen und derbem Humor gab es Probleme mit der Regierung und der Kirche Portugals.
Weitere TV-Sendungen folgten, darunter Roda da Sorte, die portugiesische Version des Glücksrades, Com a Verdade m'Enganas und Parabéns für den öffentlich-rechtlichen Sender RTP. In den 1990er Jahren wurden Herman Enciclopédia und Herman 98 für RTP produziert. 2000 wechselte er zum Privatsender SIC. Hier führte er unter anderem die Sendung HermanSic zum Erfolg.
Neben seiner TV-Karriere betreibt Hermann Jose in Lissabon das „Café Café“, eine populäre Gaststätte.
2012 machte Herman Jose in seiner "Show Herman 2012 , RTP" durch Angela-Merkel-Parodien auf sich aufmerksam.

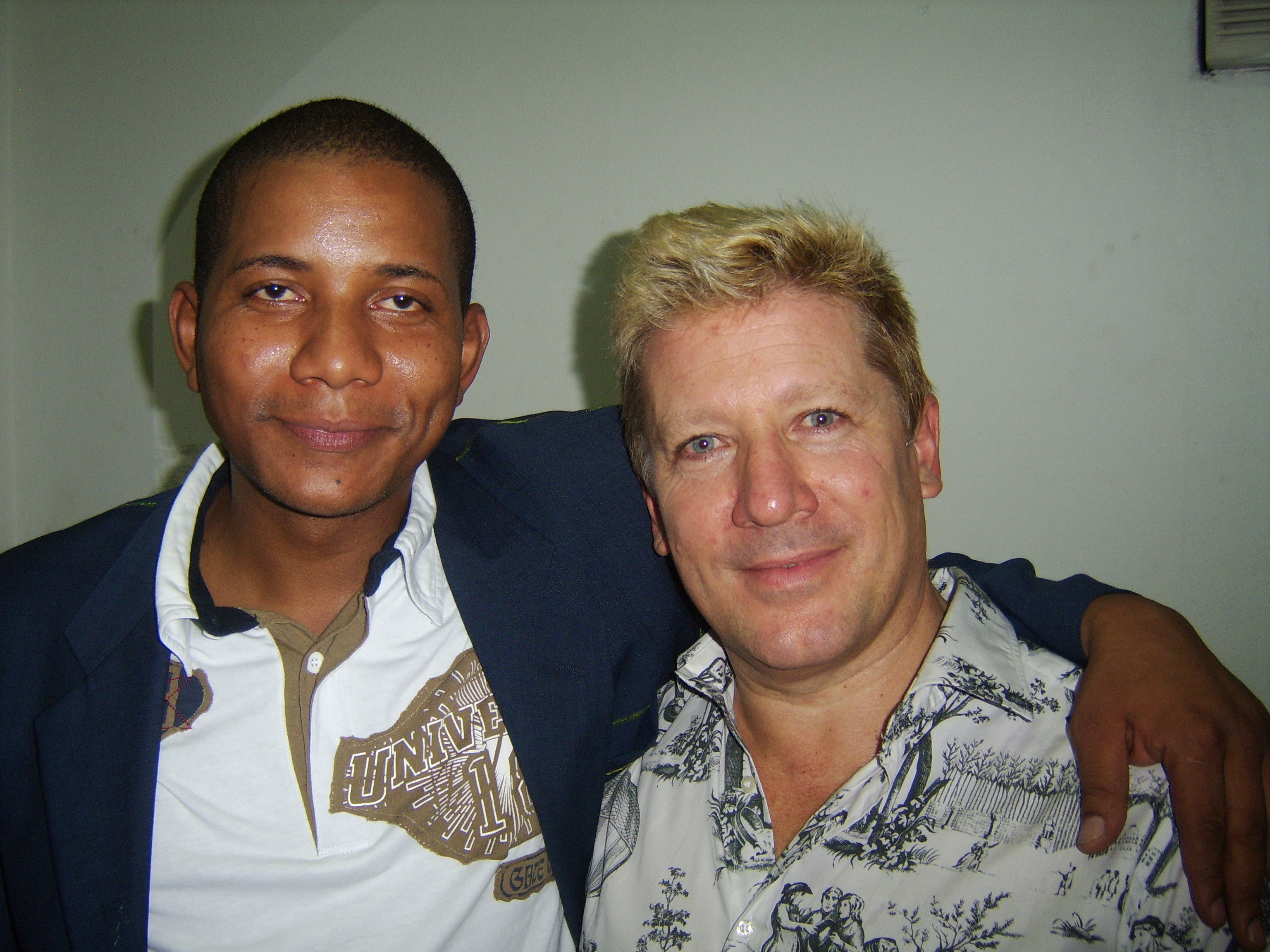
Herman José (rechts) mit dem angolanischen TV-Moderator und Komiker Pedro N'zagi

## Auszeichnungen
Herman José wurde mit folgenden nationalen Auszeichnungen (Globos de Ouro, Portugal) geehrt:
- Globos de Ouro 1996 für den besten TV-Präsentator für: Parabéns[3]
- Globos de Ouro 1998 für den besten TV-Präsentator: Herman Enciclopédia[4] (1997)
- Globos de Ouro 1999 (Entertainment): Herman 98 (1998)
- nominiert für Globos de Ouro 2000 (Entertainment)
- Globos de Ouro 2002 (Entertainment): HermanSIC (2000)
- Globos de Ouro 2007 für langjähriges hervorragendes Wirken (Mérito e Excelência)[5]